# 中野嘉一
中野 嘉一（なかの かいち、1907年4月21日 - 1998年7月23日）は、日本の詩人、歌人、精神科医。

## 人物
愛知県碧海郡高岡町堤村（現：豊田市）出身。刈谷中学校（現：愛知県立刈谷高等学校）、慶應義塾大学医学部卒。在学中から前田夕暮に師事して歌集を刊行する。1944年から45年は軍医としてヤップ州メレヨン島に駐留し過酷な状況を日記に記し戦後は詩歌を著した。
精神科医として、東京武蔵野病院で太宰治の主治医を務めた。新短歌運動、シュールレアリスム運動に加わり、1951年に詩誌『暦象』を創刊、主宰する。1952年に詩集『春の病歴』で第1回中部日本詩人賞、1976年に『前衛詩運動史の研究』で第9回日本詩人クラブ賞を受賞する。宝文館出版で稲垣足穂、近藤東の全詩集を編纂、太宰などの病跡学も行った。

## 著書
- 十一人 第一歌集 白日社 1930
- ポエジイ論覚書 短歌と方法社 1933 (文学・方法シリイズ)
- 春の病歴 詩集 詩之家 1952
- メレヨン島詩集 詩の家 1953
- 記憶の負担 詩集 昭森社 1956
- 秩序 歌集 新短歌社 1961
- 新短歌の歴史 自由律運動半世紀の歩みと展望 昭森社 1967
- 新短歌鑑賞 芸術と自由社 1973 (新短歌普及シリーズ)
- 前衛詩運動史の研究 モダニズム詩の系譜 大原新生社 1975。復刻・沖積舎 2003
- 古賀春江 芸術と病理 金剛出版 1977.11 (パトグラフィ双書)
- 太宰治 主治医の記録 宝文館出版 1980.7
- 太宰治 芸術と病理（編）宝文館出版 1982.2
- 稲垣足穂の世界 宝文館出版 1984.6
- モダニズム詩の時代 宝文館出版 1986.1
- ヤスパース家の異変 詩集 宝文館出版 1988.12
- メレヨン島の歌 歌集 宝文館出版 1993.4
- 新短歌と詩のあいだ 非定型の美学をもとめて 芸術と自由社 1995.9
- メレヨン島・ある軍医の日記 山田野理夫編 宝文館出版 1995.8
- 病跡学ノート 芸術家の心の風景 宝文館出版 1998.1

## 参考
- 日本人名大事典